# Mo Dao Zu Shi
Mo Dao Zu Shi (en chino, 魔道祖师), también conocida como Grandmaster of Demonic Cultivation, es una novela china escrita por Mo Xiang Tong Xiu en el sitio web Jinjiang Wenxue Cheng desde 2016. Ha recibido múltiples adaptaciones, incluyendo un donghua, un manhua, un manga, un audiodrama, un donghua versión chibi y una serie de acción en vivo.  
La primera temporada del donghua, titulada Qian Chen Pian (前尘篇?), se emitió del 9 de julio al 6 de octubre de 2018 en Tencent Video con 15 episodios. La segunda temporada, titulada Xian Yun Pian (羡云篇?), se emitió del 3 de agosto al 31 de agosto del 2019 con 8 episodios. La tercera y última temporada titulada Wán Jié Piān (完结篇?) se emitió del 7 de agosto al 16 de octubre del 2021 con 12 episodios. La serie versión chibi titulada Mo Dao Zu Shi Q fue emitida del 31 de julio del 2020 al 29 de enero de 2021 contando con 30 episodios. 
La serie en imagen real titulada The Untamed (陈情令?, Chén Qíng LìngP) que está basada en la novela fue estrenada el 22 de junio de 2019. Cuenta con 50 episodios y está protagonizada por Xiao Zhan y Wang Yibo en los papeles de Wei Wuxian y Lan Wangji, respectivamente. En esta adaptación, la relación romántica entre ambos protagonistas fue censurada debido a la restricción en China sobre temas LGBT en medios audiovisuales. Sin embargo, eso no impidió que la serie introdujera guiños que sugieren el matiz romántico de la pareja. Incluso posteriormente se estrenó, el 25 de diciembre de 2019, una Edición Especial de 20 episodios que se enfoca en las escenas entre los protagonistas y hace énfasis en el subtexto de su relación.
Mo Dao Zu Shi fue licenciado por Norma Editorial para su publicación en español bajo el título de El Gran Maestro de la Cultivación Demoníaca. Esta edición de la novela cuenta con 5 tomos en rústica y cartoné.
Las dos primeras temporadas se lanzaron en Crunchyroll el 11 de diciembre de 2024.

## Argumento
Wei Wuxian fue considerado el fundador del denominado cultivo demoníaco, un gran maestro odiado por millones debido al caos que creó. Wei Wuxian fue posteriormente asesinado por poderosos clanes que combinaron fuerzas para derrotarlo. Trece años después, reencarna en el cuerpo de un joven llamado Mo Xuanyu a través de un ritual prohibido; Mo Xuanyu es un lunático desterrado de su clan que ofreció su cuerpo a Wei Wuxian como sacrificio con el objetivo de vengarse de su abusiva familia. Siguiendo una serie de coincidencias tras otra, Wei Wuxian se reencuentra con Lan Wangji, el segundo joven maestro de la secta Gusu Lan, quien siempre fue todo lo opuesto a él, lo que los llevó a tener enfrentamientos en el pasado. Lan Wangji reconoce a Wei Wuxian en el cuerpo de Mo Xuanyu y decide llevarlo con él y limpiar su reputación, lo que marca el inicio de un viaje luchando contra monstruos y resolviendo misterios.

## Personajes
Wei Ying (魏婴?, Wèi YīngP), nombre de cortesía Wuxian (無羨T, 无羡S, WúxiànP)
- Vocalizado por (mandarín): Zhang Jie (animación), Lu Zhixing (audiodrama - adulto, serie web), Ye Zhiqiu (audiodrama - niño)

- Vocalizado por (japonés): Tatsuhisa Suzuki (audio drama), Ryōhei Kimura (serie web)

- Interpretado por: Xiao Zhan (adulto), Su Yaxin (niño)

Wei Wuxian es el protagonista de la serie, nacido como hijo único de Cangse Sanren (藏色散人T, 藏色散人S, Cángsè Sàn RénP) y Wei Changze (魏長澤T, 魏长泽S, Wèi ZhǎngzéP). Es un cultivador brillante, optimista, travieso pero de buen corazón, cuya inteligencia y fuerza radica más en su capacidad para inventar nuevas técnicas espirituales e invenciones no definidas por los métodos de cultivo convencionales. Fue un antiguo discípulo de la Secta Yunmeng Jiang. Eventualmente, al verse en peligro y sin opciones para sobrevivir, crea el Cultivo Fantasma (鬼道T, 鬼道S, guǐ dàoP), lo que le valió el título de Patriarca de Yiling (夷陵老祖T, 夷陵老祖S, Yílíng LǎozǔP). Murió en el primer asedio de los túmulos funerarios (亂葬崗大圍剿T, 乱葬岗大围剿S, Luànzànggǎng DàwéijiǎoP), que ocurrió trece años antes del comienzo de la historia. Luego encarnó (sin decisión) en el cuerpo de Mo Xuanyu (莫玄羽T, 莫玄羽S, Mò XuányǔP) a través de un ritual de sacrificio. Viaja con Lan Wangji para resolver un curioso caso de un poderoso cadáver andante y en el camino se las arregla para limpiar su nombre. Comienza a enamorarse de Lan Wangji y más tarde se convierte en su compañero de cultivo (道侶T, 道侣S, DàolǚP).
Lan Zhan (藍湛T, 蓝湛S, Lán ZhànP), nombre de cortesía Wangji (忘機T, 忘机S, WàngjīP)
- Vocalizado por (mandarín): Bian Jiang (animación, serie web), Wei Chao (audio drama - adulto), Shan Xin (audio drama - niño)

- Vocalizado por (japonés): Satoshi Hino (audiodrama - adulto), Hirade Madoka (audiodrama - niño), Shinnosuke Tachibana (serie web)

- Interpretado por: Wang Yibo (adulto), Chen Junkai (niño)

Lan Wangji es el segundo joven maestro de la Secta Gusu Lan. Titulado como Hanguang-Jun (含光君?, Hánguāng-jūnP, lit. «Lord Portador de Luz»), es uno de los Dos Jades de Lan (姑蘇雙璧T, 姑苏双璧S, Gūsū ShuāngbìP) junto a su hermano mayor, Lan Xichen. Es conocido por su naturaleza fría, distante y estricta. En su juventud, se hizo amigo y se enamoró de Wei Wuxian. Cuando Wei Wuxian se convirtió en el Patriarca de Yiling, a menudo trató de persuadirlo de dejar de seguir las artes oscuras y trató de protegerlo de ser asesinado por las otras sectas de cultivo, pero sin éxito. Después de trece años de luto, reconoció a Wei Wuxian en el cuerpo de Mo Xuanyu y ayudó a limpiar su nombre mientras descubren misterios. Los dos decidieron vivir juntos como compañeros de cultivo. 

### Secta Gusu Lan
Gusu Lan (姑苏蓝氏?, Gūsū Lán ShìP) es una estricta secta de cultivo localizada en los Recesos de las Nubes (雲深不知處T, 云深不知处S, YúnshēnbùzhīchùP), una residencia en una remota montaña en las afueras de la ciudad de Gusu. El líder actual es Lan Xichen. La contraparte en la vida real de la ubicación de la secta es Gusu (una región donde se habla el dialecto Suzhou) en la provincia de Jiangsu.
Lan Huan (蓝涣?, Lán HuànP), nombre de cortesía Xichen (曦臣?, XīchénP)
- Vocalizado por (Mandarín): Jin Xian (animación), Wang Kai (audio drama - adulto), Yan Meme (audio drama - niño), Ling Fei (serie web)

- Vocalizado por (japonés): Toshiyuki Morikawa (audio drama, serie web)

- Interpretado por: Liu Haikuan (adulto), Shen Yifeng (niño)

Lan Xichen es el primer joven maestro de la Secta Lan. Titulado como Zewu-Jun (泽芜君?, Zéwú-jūnP), es uno de los Dos Jades de Lan junto a su hermano menor, Lan Wangji; y uno de los Tres Zuns junto a sus hermanos jurados Jin Guangyao y Nie Mingjue. Tiene una personalidad cálida y amable en contraste con Lan Wangji. Es confiado y leal a los demás y su amabilidad no se limita a los de su secta. Esto se muestra especialmente a través de su relación con Jin Guangyao, ya que fue la única persona que no despreció a Jin Guangyao a pesar de su condición de hijo de una prostituta. Sin embargo, Lan Xichen posee un temperamento y es profundamente protector de aquellos a los que cuida, especialmente su hermano menor. Su ira se ve mejor hacia Wei Wuxian, a quien le guardaba rencor porque Lan Wangji había defendido a Wei Wuxian y traicionado a su propia secta para protegerlo. Incluso se refiere amargamente a Wei Wuxian como "el único error que Lan Wangji cometió en su vida".
Lan Qiren (蓝启仁?, Lán QǐrénP)  
- Vocalizado por (mandarín): Liu Cong (animación), Song Ming (audio-drama), Zhang Wentian (serie web)

- Vocalizada por (japonés): Tarusuke Shingaki (audio drama)

- Interpretado por: Huang Ziteng

Lan Qiren es un anciano de la Secta Lan conocido por producir estudiantes sobresalientes, incluso de los más desesperados. Es el tío de Lan Xichen y Lan Wangji. Habiendo visto a su hermano Qingheng-jun (青蘅君?) conducirse a la autodestrucción por amor, tomó la tutela de sus sobrinos, enseñándoles estrictamente en un esfuerzo por evitar que siguieran los pasos de su padre, aunque Lan Wanji finalmente se fugó con Wei Wuxian. Por lo tanto, es infamemente conocido por ser un maestro pedante, terco y estricto.

### Secta Lanling Jin
Lanling Jin (蘭陵金氏T, 兰陵金氏S, Lánlíng Jīn ShìP) es una secta de cultivo establecida en Carp Tower, Lanling. La contraparte en la vida real de la ubicación de la secta es Lanling en la provincia de Shandong.
Meng Yao (孟瑶?, Mèng YáoP), renombrado como Jin Guangyao (金光瑶?, Jīn GuāngyáoP)  
- Vocalizado por (mandarín): Yang Tianxiang (animación), Jiang Guangtao (audio drama), Su Shangqing (serie web)

- Interpretado por: Zhu Zanjin

Titulado como Lianfang-zun (歛芳尊T, 敛芳尊S, Liǎnfāng-zūnP, lit. «señor de la fragancia oculta»), Jin Guangyao fue el líder de la Secta Jin después de la muerte de Jin Guangshan. Era el hijo ilegítimo de Jin Guangshan y tío de Jin Ling. Debido al poder de la secta Jin antes y durante su reinado, también se convirtió en el primer Jefe de Cultivo (仙督T, 仙督S, Xiān DūP), que puede ser visto como el líder entre todas las sectas de cultivo. También es conocido como uno de los Tres Zuns junto a sus hermanos juramentados Lan Xichen y Nie Mingjue. Buscaba mayores cantidades de poder debido a que a menudo había sido despreciado por su estatus de hijo de una prostituta. Sin embargo, esto es con la excepción de su hermano jurado Lan Xichen, cuya amabilidad fue la razón por la que tenía a Lan Xichen en la más alta estima. Alcanzó muchos logros en su vida, como la construcción de torres de vigilancia y la ayuda a la reconstrucción de las bibliotecas de Receso de las Nubes. Sin embargo, su deseo de poder le había llevado a formar equipo con personajes sombríos como Xue Yang para aprovechar el poder del Sello del Tigre de Estigia (陰虎符T, 阴虎符S, Yīn Hǔ FúP), que una vez se consideró demasiado poderoso y fue partido por la mitad para evitar más daños. También asesinó a cualquiera que se interpusiera en su camino, incluyendo a su padre, hermano, esposa, hijo, maestro y amigo. El asesinato de Nie Mingjue llevó a Wei Wuxian y a Lan Wangji a resolver el misterio de un feroz cadáver en particular, que resultó ser Nie Mingjue. Al final, cuando sus actos fueron revelados, todos se volvieron rápidamente contra él y Nie Huaisang engañó a Lan Xichen para que lo asesinara.
Jin Guangshan (金光善?, Jīn GuāngshànP) 
- Vocalizado por (mandarín): Li Longbin (animación), Xiao Tan (audio drama), Yang Mo (serie web)

- Interpretado por: Shen Xiaohai

Jin Guangshan fue el antiguo líder de la Secta Jin que tuvo muchos hijos ilegítimos, entre ellos Jin Guangyao y Mo Xuanyu. Jin Zixuan fue su único hijo legítimo.
Jin Ling (金凌?, Jīn LíngP), nombre de cortesía Rulan (如兰?, RúlánP)
- Vocalizado por (mandarín): Su Shangqing (animación), Li Lanling (audio drama - adulto), Jiang Yingjun (audio drama - niño), Zhang Si Wang Zhi (serie web)

- Vocalizado por (japonés): Ayumu Murase (audio drama)

- Interpretado por: Qi Peixin

Jin Ling es un discípulo de la Secta Jin. Es el hijo de Jiang Yanli y Jin Zixuan, y el sobrino de ambos Jin Guangyao y Jiang Cheng. Actualmente está bajo la tutela de Jiang Cheng. Es el único hijo vivo y legítimo de la Secta Jin, por lo que heredará la posición de líder de la secta después de Jin Guangyao. Es dueño de un perro espiritual al que llamó Hada, que le fue dado por Jin Guangyao. Es orgulloso y de mal genio, lo que le causó dificultades para llevarse bien con sus compañeros y no tiene muchos amigos de su edad. Aunque se convirtió en lo que es debido a las circunstancias de su vida, sigue siendo amable de corazón y se esfuerza por ser una mejor persona. Es muy amigo de Lan Sizhui y Lan Jingyi.
Jin Zixuan (金子轩?, Jīn ZixuānP)
- Vocalizado por (mandarín): Gu Jiangshan (animación), Liu Mingyue (audio-drama), Shi Zekun (serie web)

- Vocalizado por (japonés): Hiroki Takahashi (audio drama)

- Interpretado por: Cao Yuchen

Jin Zixuan era el esposo de Jiang Yanli y el padre de Jin Ling. Era el único hijo legítimo de Jin Guangshan. Era arrogante y no tenía problema en insultar a Jiang Yanli mientras sus hermanos estuvieran a su alcance. Sin embargo, demostró tener un sentido de la justicia, demostrado por su voluntad de enfrentarse a Wen Chao cuando este les ordenó que cogieran a Mianmian para sacrificarla para atraer a un monstruo, protegiéndola junto a Lan Wangji aunque sabía que sus acciones tendrían consecuencias.
Qin Su (秦愫?, Qín SùP)
- Vocalizado por (mandarín): Ye Zhiqiu (audio drama)

- Interpretado por: Jin Luying

Qin Su era la esposa legal de Jin Guangyao. Era la hija de Qin Cangye, el líder de la Secta Qin Laoling, una subsidiaria de la Secta Jin. Después de que Jin Guangyao salvara su vida durante la Campaña Sunshot (射日之征T, 射日之征S, ShèrìzhīzhēngP), se enamoró de él y no se rindió hasta que se casaron. Luego se convirtió en la esposa oficial de Jin Guangyao y la señora de Carp Tower. Se ha revelado que ella era en realidad uno de los hijos ilegítimos de Jin Guangshan ya que Jin Guangshan una vez violó a su madre mientras estaba borracho. Pero debido a que Qin Cangye era un partidario de Jin Guangshan, su madre no pudo decírselo. Cuando su madre le dijo a Jin Guangyao la verdad de que él y Qin Su eran hermanos, Qin Su ya estaba embarazada. Jin Guangyao todavía se casó con ella para no perder el apoyo de su padrastro y Jin Guangshan. Cuando su hijo tenía alrededor de tres años, murió de forma misteriosa, (según la autora a causa de una mutación por ser hijo de unos hermanos). Jin GuangYao usó la muerte de su hijo para inculpar al clan que lo chantajeaba. Luego ascendió su título de Cultivador Jefe. Después de enterarse de este secreto, se suicidó frente a una multitud de personas la noche de la Conferencia de Discusión que se llevó a cabo en Carp Tower.
Mo Xuanyu (莫玄羽?, Mò XuányǔP)
- Vocalizado por (mandarín): Zhang Jie (animación), Tong Yin (audio drama)

- Vocalizado por (japonés): Nakayama Kazuhisa (audio drama)

- Interpretado por: Xiao Zhan

Mo Xuanyu era uno de los hijos ilegítimos de Jin Guangshan y un antiguo discípulo de la Secta Jin. Sacrificó su alma para convocar a Wei Wuxian para vengarse de la familia Mo en su nombre. En sus días de vida e incluso durante la posesión de su cuerpo por parte de Wei Wuxian, fue descrito como un lunático. En su pasado, fue torturado por cumplir las expectativas de su madre sirviente para obtener el reconocimiento de su padre. Luego fue enviado a la Secta Jin para aprender a cultivar, pero fue expulsado después de ser acusado acosar a Jin Guangyao, ya que es homosexual. Regresó a la aldea Mo y su madre murió poco después, dejándolo al cuidado de su tía abusiva, la Señora Mo, y su hijo, Mo Ziyuan (莫子淵T, 莫子渊S, Mò ZǐyuānP). Ambos estaban resentidos por la oportunidad perdida de Mo Ziyuan convertirse en cultivador de una prolífica secta, y por lo tanto lo golpearon físicamente y abusaron verbalmente de él hasta el punto de la locura.

### Secta Qinghe Nie
Qinghe Nie (清河聶氏T, 清河聂氏S, Qīnghé Niè ShìP) es una secta de cultivo conocida por sus métodos contundentes y crueles. Su actual líder es Nie Huaisang. La contraparte en la vida real de la ubicación de la secta es Qinghe en la provincia de Hebei.
Nie Mingjue (聂明玦?, Niè MíngjuéP) 
- Vocalizado por (mandarín): Yin Xia Lao Gui (animación), Feng Sheng (audio drama), Zhao Yi (serie web)

- Interpretado por: Wang Yizhou

Titulado Chifeng-zun (赤鋒尊T, 赤锋尊S, Chìfēng-zūnP), Nie Mingjue fue el antiguo líder de la Secta Nie y el medio hermano mayor de Nie Huaisang. Es conocido como uno de los Tres Zuns junto a sus hermanos juramentados Jin Guangyao y Lan Xichen. La personalidad de Nie Mingjue se definía por su rigor, su mal genio y su intolerancia a todo lo que se desviara del bien moral. Mientras que esta actitud le ganó aclamación y reputación, el cambio de poder hacia la Secta Jin después de la Campaña Sunshot (射日之征T, 射日之征S, ShèrìzhīzhēngP) también lo marcó como una gran oposición a su poder. Además, como el tipo de cultivo de su secta afectó su temperamento, su intolerancia creció y no podía aceptar que dos de sus subordinados fueran asesinados por Jin Guangyao cuando fueron capturados con él y llevados ante Wen Ruohan en la Ciudad Sin Noche (不夜城?, BùyèchéngP). Esto fue a pesar de que Jin Guangyao señaló que el mismo Nie Mingjue habría muerto si no lo hacía, ya que los tres habían ofendido a Wen Ruohan. Fue asesinado por Jin Guangyao y se convirtió en un feroz cadáver.
Nie Huaisang (聂怀桑?, Niè HuáisāngP)
- Vocalizado por (mandarín): Liu Sanmu (animación), Qi Sijia (audio drama), Ji Li (serie web)

- Vocalizado por (japonés): Yoshitsugu Matsuoka (audio drama)

- Interpretado por: Ji Li

Nie Huaisang es el actual líder de la Secta Nie y el medio hermano menor de Nie Mingjue, así como un viejo amigo de la escuela de Wei Wuxian. Es bien conocido por su incompetencia, por lo que se le llama Head-Shaker (一問三不知T, 一问三不知S, Yī Wèn Sān Bù ZhīP, lit. «Hacer una pregunta, responder diciendo "No lo sé" tres veces.») tanto entre la gente común como entre los cultivadores. Wei Wuxian le atribuyó ser el cerebro de los acontecimientos que rodearon su invocación por parte de Mo Xuanyu y la cadena de eventos que posteriormente llevaron a la muerte de Jin Guangyao a manos de Lan Xichen.

### Secta Qishan Wen
Qishan Wen (岐山溫氏T, 岐山温氏S, Qíshān Wēn ShìP) es una secta cultural basada en la "ciudad sin noche" (不夜城?, BùyèchéngP). La contraparte en la vida real de la ubicación de la secta es Qishan en la provincia de Shaanxi.
Wen Ruohan (温若寒?, Wēn RuòhánP) 
- Vocalizado por (mandarín): Yan Ming (animación), Chen Siyu (audio drama), Liu Cong (serie web)

- Interpretado por: Xiu Qing

Wen Ruohan fue el anterior líder de la Secta Wen, y padre de Wen Xu y Wen Chao. Era un conocido megalómano con un temperamento impredecible.
Wen Xu (温旭?, Wēn XùP)
- Interpretado por: Wang Rong

Wen Xu era el hijo mayor de Wen Ruohan. Acusó a la Secta Lan de alguna maldad y los obligó a quemar Receso en las Nubes bajo el pretexto de limpiar el lugar para que pudiera "renacer de la luz del fuego". Finalmente, fue decapitado por Nie Mingjue, con su cabeza siendo colgada como demostración a los cultivadores de la Secta Wen, y su cuerpo cortado en pedazos y molido por los cultivadores de la Secta Nie.
Wen Chao (温晁?, Wēn CháoP) 
- Vocalizado por (mandarín): Liang Xiaoqiang (animación), Hao Xianghai (audio drama), Wen Jingyuan (serie web)

- Interpretado por: He Peng

Wen Chao era el hijo menor de Wen Ruohan y líder de la Secta Wen. Disfrutaba mirando a las mujeres a pesar de tener una esposa y una amante, hasta el punto de acosarlas. Un ejemplo fue con Mianmian (綿綿T, 绵绵S, MiánmiánP), que terminó siendo salvada por Wei Wuxian al desviar su atención a un libro de artes eróticas falso. Debido a su intención maliciosa y a la de Wen Ruohan, causaron gran destrucción a la Secta Lan y a la Secta Jiang destruyendo sus residencias y matando a toda la Secta Jiang, excepto a los tres niños (Wei Wuxian, Jiang Cheng y Jiang Yanli) que se escondieron. También fue responsable de lanzar a Wei Wuxian a los túmulos funerarios (亂葬崗T, 乱葬岗S, Luànzàng GǎngP), lo que resultó en su propia muerte cuando Wei Wuxian regresó para acabar con su clan con sus nuevas habilidades demoníacas.
Wen Qing (温情?, Wēn QíngP)
- Vocalizada por (mandarín): Qiao Shiyu (animación, serie web), Shan Xin (audiodrama)

- Interpretada por: Meng Ziyi (adulta), Lin Chenxi (niña)

Wen Qing era miembro de la secta Wen y la hermana mayor de Wen Ning. Como parte de las familias de la rama, es descendiente del fundador de la Secta Wen Mao, aunque no pertenece al clan principal de la Secta Wen. Ella fue la mejor médica en la historia de la Secta Wen y tenía un nivel bastante alto de habilidades de cultivo. Cuando Jiang Cheng perdió su Núcleo de Oro debido a la Secta Wen, ella ayudó a transferirle el núcleo de Wei Wuxian, a petición de éste.
Wen Ning (温宁?, Wēn NíngP), nombre de cortesía Qionglin (琼林?, QiónglínP)
- Vocalizado por (mandarín): Shao Tong (animación), Teng Xin (audiodrama), Li Xin (serie web)

- Vocalizado por (japonés): Sōichirō Hoshi (audiodrama)

- Interpretado por: Yu Bin (adulto), Su Qiuyi (niño)

Wen Ning era miembro de la secta Wen y el hermano menor de Wen Qing. Como parte de las familias de la rama, es descendiente del fundador de la Secta Wen Mao, aunque no pertenece al clan principal Wen. Cuando estaba vivo, era tartamudo y tímido con la gente. Después de que Wei Wuxian elogiara sus habilidades con el arco y lo defendiera contra Wen Chao, comenzó a confiar en Wei Wuxian y continúa ayudándolo incluso después de convertirse en un cadáver feroz. Conocido como el General Fantasma (鬼將軍T, 鬼将军S, Guǐ jiāngjūnP), es el primer cadáver feroz que retiene su conciencia, y sirve como mano derecha de Wei Wuxian durante y después de sus días de Patriarca de Yiling.
Zhao Zhuliu, renombrado como "Wen Zhuliu" (温逐流?, Wēn ZhúliúP) 
- Vocalizado por (mandarín): Hu Yajie (animación), Tu Xiaoya (audio-drama), Chang Wentao (serie web)

- Interpretado por: Feng Mingjing

Wen Zhuliu era un sirviente de la Secta Wen y actuaba como uno de los protectores de Wen Chao. Era más conocido como Mano Fundidora de Núcleos (化丹手?, Huādān shǒuP) debido a su habilidad para fundir un Núcleo Dorado, que almacena y controla la energía espiritual de un cultivador. Fue responsable de derretir el Núcleo Dorado de Jiang Cheng cuando fue capturado por la Secta Wen durante su escondite. Junto con Wen Chao, murió en manos de Wei Wuxian.
Wang Lingjiao (王灵娇?, Wáng LíngjiāoP)
- Vocalizada por (mandarín): Qiu Qiu (animación, serie web), Yan Mengmeng (audio drama)

- Interpretada por: Lu Enjie

Wang Lingjiao fue una antigua criada de la principal esposa de Wen Chao y más tarde la amante de éste. A pesar de que sólo alcanzó su estatus mediante actividades sexuales con Wen Chao, era arrogante y pomposa. También cuidó su estatus como la favorita de Wen Chao, e hizo todo lo posible para eliminar cualquier competencia, como ofrecer a Mianmian como sacrificio cuando vio a Wen Chao coqueteando con ella. Murió en manos de Wei Wuxian, y más tarde se convirtió en un cadáver feroz. 

### Secta Jiang de Yunmeng
La Secta Yunmeng Jiang (雲夢江氏T, 云梦江氏S, Yúnmèng Jiāng ShìP) es una secta de cultivo ubicada en el Muelle del Loto de Yunmeng (蓮花塢T, 莲花坞S, Liánhuā WùP). El líder actual es Jiang Cheng. La contraparte en la vida real de la ubicación de la secta es Yunmeng en la provincia de Hubei.
Jiang Fengmian (江枫眠?, Jiāng FēngmiánP)
- Vocalizado por (mandarín): Tang Shuiyu (animación, serie web), Zhang Zhen (audio drama)

- Interpretado por: Lu Jianmin

Jiang Fengmian fue el antiguo líder de la Secta Jiang. Era el marido de Yu Ziyuan y el padre de Jiang Cheng y Jiang Yanli. Era amigo del padre de Wei Wuxian, Wei Changze, que era un sirviente de la secta. También conocía a la madre de Wei Wuxian, Cangse Sanren, y se rumoreaba que estaba enamorado de ella. Cuando se enteró de que ambos padres habían muerto en una cacería nocturna (夜獵T, 夜猎S, Yè LièP), se dedicó a buscar a su hijo. Finalmente encontró a Wei Wuxian en las calles de Yiling y le dio de comer un trozo de melón antes de llevarlo a casa en Yunmeng. Debido a su tratamiento hacia Wei Wuxian, que era visto como mejor que cómo trataba a su propio hijo, él y su esposa, Yu Ziyuan, discutían a menudo. Junto con su esposa, murió en manos de la Secta Wen durante su invasión al Muelle del Loto.
Jiang Cheng (江澄?, Jiāng ChéngP), nombre de cortesía Wanyin (晚吟?, WǎnyínP)
- Vocalizado por (mandarín): Guo Haoran (animación), Peng Yao (audio drama), Wang Kai (serie web)

- Vocalizado por (japonés): Hikaru Midorikawa (audio drama, serie web)

- Interpretado por: Wang Zhuocheng (adulto), Huang Zhenchen (niño)

Jiang Cheng es el actual líder de la Secta Jiang. Titulado Sandu Shengshou (三毒聖手T, 三毒圣手S, Sāndú ShèngshǒuP), es el hermano de Jiang Yanli y Wei Wuxian, y el tío de Jin Ling. Es un hombre recto y estricto que cumple las reglas. Se preocupa mucho por su familia y amigos y sabe respetar a sus mayores. Al principio, tenía una buena relación con Wei Wuxian, a pesar de que este le molestaba a menudo con sus travesuras. Sin embargo, su odio por la Secta Wen causó una gran tensión en su relación. Esto se convirtió en puro odio cuando Wen Ning mató accidentalmente a su cuñado (Jin Zixuan) y su hermana murió mientras protegía a Wei Wuxian. Sin embargo, al final, abandonó este odio después de saber que Wei Wuxian había sacrificado su Núcleo de Oro por él. Aunque a pesar de todo esto, todavía ama a su sobrino Jin Ling, y actúa de manera estricta.
Jiang Yanli (江厌离?, Jiāng YànlíP)
- Vocalizada por (mandarín): Li Shimeng (animación), Qiao Shiyu (audio drama), Bai Xuecen (serie web)

- Vocalizada por (japonés): Saori Hayami (serie web)

- Interpretada por: Xuan Lu (adulta), Ye Xuantong (niña)

Jiang Yanli era la hija de Jiang Fengmian y Yu Ziyuan, también era  la hermana mayor de Jiang Cheng y Wei Wuxian. Era una persona muy amable que siempre protegía a sus hermanos menores y les ofrecía apoyo emocional. Tuvo un matrimonio arreglado  con Jin Zixuan debido a que sus madres eran mejores amigas y habían prometido que establecerían una alianza formal entre sus familias a través del matrimonio de sus hijos. Al principio no le gustaba Jin Zixuan, e incluso se burlaba de él por ser un hombre corriente. El compromiso se canceló hasta que Jin Zixuan se dio cuenta de su error y la persiguió de nuevo. Entonces fueron bendecidos con un hijo, Jin Ling, pero no pudieron criarlo dado que Jin Zixuan murió a manos de Wen Ning y ella protegiendo a Wei Wuxian. 
Yu Ziyuan (虞紫鸢?, Yú ZǐyuānP) 
- Vocalizada por (mandarín): Ji Guanlin (animación), Zhang Kai (audio drama), Li Jinyan (serie web)

- Interpretada por: Zhang Jingtong

Yu Ziyuan era la esposa de Jiang Fengmian, y madre de Jiang Cheng y Jiang Yanli. Ella tenía una personalidad fría y asertiva que no resultaba agradable. Titulada Madam Yu (虞夫人?, Yú FūrénP) y Araña Violeta, era una formidable cultivadora cuyo nombre por sí sola podía asustar a bastantes personas. Tenía una mala relación con Wei Wuxian, ya que lo veía como la causa de todos los problemas de su familia. A menudo hablaba mal de él en sus conversaciones con Jiang Fengmian. Se vio obligada a azotarlo con Zidian (紫電T, 紫电S, Zǐ DiànP) cuando Wang Lingjiao exigió que fuera castigado. Sin embargo, ella mostró algo de cuidado hacia Wei Wuxian cuando no le cortó la mano a pesar de las demandas de Wang Lingjiao. Junto con su marido, murió en manos de la Secta Wen durante la invasión al Muelle del Loto. Durante sus últimos momentos, le dijo a Wei Wuxian que protegiera a Jiang Cheng con su vida.

### Arco de la Ciudad de Yi
Durante la misión de Wei Wuxian y Lan Wangji, llegaron a la ciudad de Yi (义城?, Yì chéngP) y se encontraron con Lan Sizhui, Lan Jingyi, Jin Ling y algunos otros discípulos de diferentes sectas durante su cacería nocturna. Desde allí, descubrieron la verdad de la muerte de Xiao Xingchen y encontraron el brazo derecho que faltaba para la misión.
Xiao Xingchen (晓星尘?, Xiǎo XīngchénP) 
- Vocalizado por (mandarín): Chen Hao (audio drama), Chenzhang Taikang (serie web)

- Interpretado por: Song Jiyang

También conocido como Daozhang (道长?, DàozhángP), Xiao Xingchen fue uno de los estudiantes de Baoshan Sanren (抱山散人?) que dejó la montaña por el mundo mortal. Él y su mejor amigo Song Lan fueron llamados una vez "La luna brillante y la brisa fría Xiao Xingchen", "La nieve lejana y la fría helada Song Zichen" (明月清风晓星尘，傲雪凌霜宋字琛?). Conoció a A-Qing que estaba en medio de usar su falsa ceguera para robar dinero, y esta última comenzó a seguirlo. Después de encontrar a una persona herida inconsciente en la calle, que más tarde se reveló como Xue Yang, los tres comenzaron a vivir en una casa mortuoria deshabitada. Durante su estancia aquí, una vez les contó historias sobre algunos de los discípulos de Baoshan Sanren, incluyendo los padres de Wei Wuxian. A lo largo de los años, fue de caza nocturna con Xue Yang, matando sin saberlo a gente inocente que fue envenenada por este último. Después de descubrir la verdad sobre la identidad de Xue Yang por A-Qing, le dijo que huyera mientras se enfrentaba a Xue Yang. Sin embargo, la verdad de que él mató sin querer a Song Lan lo puso en una gran miseria, por lo que se suicidó. Como este método de muerte causó que su alma se destrozara, Xue Yang fue incapaz de convertirlo en un cadáver feroz. No queriendo dejarlo ir, Xue Yang guardó su alma en una bolsa para atrapar espíritus, que fue presentada más tarde a Wei Wuxian cuando buscó su ayuda para restaurarla. Al final, después de escuchar la historia de A-Qing, los discípulos lloraron y se lamentaron por sus muertes mientras quemaban el dinero del incienso para él y A-Qing justo fuera de la ciudad de Yi.
Song Lan (宋岚?, Sòng LánP), nombre de cortesía Zichen (子琛?, ZichēnP)
- Vocalizado por (mandarín): Wu Lei (audio drama), Lu Lifeng (serie web)

- Interpretado por: Li Bowen

Song Lan era un cultivador del Templo Baixue, y el mejor amigo de Xiao Xingchen. Xiao Xingchen lo describió como "un hombre con un fuerte sentido de la justicia". Él y Xiao Xingchen fueron llamados una vez "la luna brillante y la brisa fría Xiao Xingchen, la nieve lejana y la fría helada Song Zichen". Una vez tuvo sus ojos cegados y envenenados por Xue Yang cuando el Templo Baixue fue destruido. Pero Xiao Xingchen se sacó los ojos y se los dio después de llevarlo a la residencia de Baoshan Sanren y rogarle que lo salvara. Mientras buscaba a Xiao Xingchen después de su repentina desaparición, se encontró con A-Qing que estaba fuera jugando por su cuenta. A-Qing entonces le ayudó a llegar a Xiao Xingchen. Cuando llegaron a la casa del ataúd, reconoció a Xue Yang inmediatamente y aconsejó a A-Qing que se mantuviera alejada de este asunto, aunque ella le siguió en secreto. Durante su pelea con Xue Yang, este último le dio Envenenamiento de Cadáveres y le cortó la lengua, por lo que se quedó mudo. Xue Yang más tarde engañó a Xiao Xingchen para que lo matara. En sus últimos momentos, no hizo ningún ruido ya que no quería que Xiao Xingchen supiera que era él. Después de su muerte, Xue Yang lo convirtió en un cadáver feroz que le obedecería. En este estado luchó contra Wei Wuxian. Pero Wei Wuxian se las arregló para devolverle la conciencia y le dio la bolsa atrapa espíritus que contenía las almas de Xiao Xingchen y A-Qing. Cuando le preguntaron qué haría con el cuerpo de Xiao Xingchen, se lamentó de que cremaría su cuerpo, deambularía por el mundo con la espada de Xiao Xingchen, Shuanghua (霜华?, ShuānghuáP) para eliminar el mal, y esperaría su regreso para poder decirle que nunca fue su culpa. 
A-Qing (阿箐?, Ā-qīngP) 
- Vocalizada por (mandarín): Yang Neng (audio-drama), He Wenxiao (serie web)

- Interpretadoa por: Chen Zhuoxuan

A-Qing era una joven doncella que vivía en las calles antes de conocer a Xiao Xingchen y era experta en fingir ser ciega. Después de conocer a Xiao Xingchen, ella comenzó a seguirlo en contra de su voluntad al principio, pero eventualmente comenzaron a vivir juntos en una casa de ataúd deshabitada con Xue Yang. A lo largo de los años, fue extremadamente cautelosa con Xue Yang y protectora de Xiao Xingchen, por lo que los seguía a veces, descubriendo los secretos de Xue Yang en el proceso. Cuando presenció cómo Xue Yang engañó a Xiao Xingchen para que matara a Song Lan, decidió inmediatamente llevar a Xiao Xingchen lejos para mantenerlo a salvo. Sin embargo, Xiao Xingchen le dijo que huyera en su lugar mientras él se enfrentaba a Xue Yang. Mientras iba por ahí buscando un poderoso cultivador para vengarse de Xiao Xingchen, Xue Yang la encontró. Después de insultar continuamente a Xue Yang con ira, este perdió la paciencia y le sacó los ojos y le cortó la lengua, resultando en su muerte. Cuando Wei Wuxian, Lan Wangji y los discípulos llegaron a la ciudad de Yi, como un cadáver andante, ella siguió advirtiéndoles sobre Xue Yang. Sin embargo, su silencio causó confusión hasta que Wei Wuxian finalmente descubrió sus intenciones. Para aprender más sobre su historia, Wei Wuxian usó Empatía, un rito que permite a un espíritu usar su cuerpo como médium, permitiéndose ver, sentir y oír sus recuerdos. Después de escuchar su historia, los discípulos lloraron y se lamentaron por su muerte mientras quemaban el dinero del incienso para ella y Xiao Xingchen a las afueras de la ciudad de Yi.
Xue Yang (薛洋?, Xuē YángP), nombre de cortesía Chengmei (成美?, ChéngměiP)
- Vocalizado por (mandarín): Hui Long (audio drama), Liu Sanmu (serie web)

- Interpretado por: Wang Haoxuan

Xue Yang fue un discípulo invitado de la Secta Jin que recreó la otra mitad del Sello del Tigre de Estigia. Fue encontrado por Xiao Xingchen y A-Qing mientras estaba herido e inconsciente en las calles. Luego fue llevado a una casa de ataúd deshabitada donde los dos se ocuparon de sus heridas. Como los dos no conocían su verdadera identidad, usó la ceguera de Xiao Xingchen en su beneficio y terminó viviendo con ellos durante años a través del engaño. Sin embargo, fue expuesto cuando A-Qing fue testigo de su intención maliciosa. Luchó contra Xiao Xingchen y finalmente reveló la verdad, lo que causó que Xiao Xingchen se suicidara. Como Xue Yang fue incapaz de convertirlo en un cadáver feroz, guardó su alma destrozada en una bolsa para atrapar espíritus. Más tarde encontró a A-Qing que buscaba venganza, y la mató cavando sus ojos y cortándole la lengua. Cuando Wei Wuxian, Lan Wangji y los discípulos llegaron a la ciudad de Yi, se hizo pasar por Xiao Xingchen y los engañó para conseguir un tiempo a solas con Wei Wuxian. Revelando que había estado buscando al Patriarca Yiling, entonces le presentó a Wei Wuxian la bolsa atrapa espíritus y le amenazó con restaurarla. Wei Wuxian vio a través de su acto y rápidamente descubrió que era Xue Yang. Los dos se pelearon, y Lan Wangji se hizo cargo mientras Wei Wuxian iba a buscar a A-Qing con los discípulos. Después de saber toda la verdad sobre el pasado, Wei Wuxian volvió a la batalla para ayudar a matarlo. Sin embargo, el sepulturero se lo llevó en medio de la batalla. No estaba claro si había muerto, pero tanto Wei Wuxian como Lan Wangji creían que sus heridas eran demasiado graves para ser curadas.

## Recepción
El donghua recibió críticas positivas por la alta calidad en su animación y argumento. Acumuló un notable fandom en Internet tanto en China como en el extranjero. Tras su lanzamiento en China, la serie se convirtió en un éxito instantáneo, generando finalmente 1.740 millones de vistas en plataforma de streaming de Tencent, a partir de diciembre de 2018. En Douban, tiene una calificación de 8. 9 de 10, lo que la convierte en una de las series de donghua mejor recibidas de 2018 en China.
Fuera de China, Mo Dao Zu Shi fue lanzado oficialmente por Tencent en su canal oficial YouTube el 27 de agosto de 2019. Una versión ligeramente más censurada fue lanzada por WeTV, una plataforma de streaming para usuarios extranjeros creada por Tencent, bajo el título de Gran maestro del cultivo demoníaco.